# Walter Patriarca
Walter Patriarca (Roma, 28 maggio 1935) è uno scenografo, costumista e pittore italiano.

## Biografia
Artista e professionista eclettico e poliedrico, da sempre ha alternato la professione di scenografo e costumista a quella di pittore e architetto.
Ha iniziato a lavorare nel teatro con i disegni delle scene e dei costumi dell'Amleto (Opera di Roma) con Frigerio e Squarzina e con la collaborazione alla scenografia del film I delfini di Citto Maselli. Come "production designer cinematografico" ha realizzato 63 film, in varie parti del mondo, in maggioranza per produzioni italiane e film per produzioni internazionali.
Ha curato le scenografie e i costumi di film quali Zombi 2, Il giustiziere sfida la città, I lunghi giorni della vendetta, Ultimo mondo cannibale e Zombi Holocaust, lavorando con registi quali Lucio Fulci, Ruggero Deodato, Umberto Lenzi e Antonio Margheriti.
Ha lavorato tra gli altri con i registi Duccio Tessari, Enzo Castellari, Citto Maselli, Florestano Vancini, Michele Lupo, Claude Pinoteau, T. Young, J. Loosey, D. Green. Di tutti i suoi film, sia di ambiente storico che moderno, ha realizzato la scenografia, i costumi e l'arredamento.
Inoltre per il cinema italiano ha pure scritto vari soggetti e sceneggiature, ed ha realizzato la scenografia di un videoclip per il cantautore Vasco Rossi negli studi di Cinecittà.
Come architetto ha progettato e realizzato varie ville, residence, un complesso polifunzionale (teatro) in Sardegna per la Bagaglino Progetti di Milano, nonché numerose ristrutturazioni di antichi immobili (Castello di Guardea e suo Borgo, in Umbria). Ha progettato anche una chiesa con complesso parrocchiale in Abruzzo. Si è occupato di bioarchitettura, di risparmio energetico e di materiali ecologici nell'edilizia.
È stato direttore artistico delle case italiane di moda San Remo e Brioni ed ha disegnato alcune collezioni per l'alta moda tra le quali la collezione Autunno-Inverno 1969-70 per la Lanvin di Parigi, ed ha curato diversi progetti per il mondo della pubblicità, sia televisiva che editoriale.
Nonostante i numerosi impegni cinematografici e di architettura, ha sempre esercitato l'attività di pittore. Giovanissimo, ha tenuto la sua prima mostra personale di pittura alla Galleria Il Pincio di Roma, con presentazione al catalogo di Michele Biancale, e nella sua lunga attività artistica ha presentato oltre 60 mostre personali e collettive in Italia e all'estero. Si è anche dedicato all'illustrazione di alcuni libri, tra cui due edizioni particolari delle Carte della memoria del filosofo Giordano Bruno (ed. Jaca Book).
È stato recensito nei Cataloghi Bolaffi, Monteverdi, Globarte, Elite, ricevendo numerosi consensi del pubblico e della critica, culminati nella vincita di diversi importanti premi d'arte. Sue opere sono nelle collezioni di Banche, Casse di Risparmio e di note personalità del mondo delle istituzioni, della cultura e dello spettacolo.

## Filmografia parziale

### Scenografo e/o costumista
- Caterina di Russia, regia di Umberto Lenzi (1963)
- L'invincibile cavaliere mascherato, regia di Umberto Lenzi (1963)
- Sansone contro i pirati, regia di Tanio Boccia (1963)
- Sansone e il tesoro degli Incas, regia di Piero Pierotti (1964)
- La vendetta di Spartacus, regia di Michele Lupo (1964)
- La valle dell'eco tonante, regia di Tanio Boccia (1964)
- Superseven chiama Cairo, regia di Umberto Lenzi (1965)
- A 008, operazione Sterminio, regia di Umberto Lenzi (1965)
- Golia alla conquista di Bagdad, regia di Domenico Paolella (1965)
- Le spie amano i fiori, regia di Umberto Lenzi (1966)
- I lunghi giorni della vendetta, regia di Florestano Vancini (1967)
- Troppo per vivere... poco per morire, regia di Michele Lupo (1967)
- Un corpo caldo per l'inferno, regia di Franco Montemurro (1968)
- Sette volte sette, regia di Michele Lupo (1968)
- Una pistola per cento bare, regia di Umberto Lenzi (1968)
- Gungala la pantera nuda, regia di Ruggero Deodato (1968)
- Formula 1 - Nell'inferno del Grand Prix, regia di Guido Malatesta (1970)
- Riuscirà il nostro eroe a ritrovare il più grande diamante del mondo?, regia di Guido Malatesta (1971)
- Finalmente... le mille e una notte, regia di Antonio Margheriti (1972)
- Le calde notti di Poppea, regia di Guido Malatesta (1972)
- Il genio (Le grand escogriffe), regia di Claude Pinoteau (1976)
- Ultimo mondo cannibale, regia di Ruggero Deodato (1977)
- Lo chiamavano Bulldozer , regia di Michele Lupo (1978)
- Zombi 2, regia di Lucio Fulci (1979)
- Zombi Holocaust, regia di Marino Girolami (1980)
- Fuga dall'arcipelago maledetto, regia di Antonio Margheriti (1982)
- Bomber, regia di Michele Lupo (1982)
- Sinbad of the Seven Seas, regia di Enzo G. Castellari (1989)